# 莫英 (明朝进士)
莫英（1448年—？），字中美，湖廣永州府道州人，民籍，明朝政治人物。

## 生平
成化十六年（1480年）庚子科湖廣鄉試第四十名舉人。弘治三年（1490年）中式庚戌科會試第二百三十三名，三甲第七十五名進士。

## 家族
曾祖莫志隆；祖父莫盛，貢士；父莫俊，母朱氏；繼母楊氏。慈侍下。兄莫芳。